# Pochwiak drobny
Pochwiak drobny (Volvariella hypopithys (Pers.) Singer) – gatunek grzybów z rodziny łuskowcowatych (Pluteaceae).

## Systematyka i nazewnictwo
Pozycja w klasyfikacji według Index Fungorum: Volvariella, Pluteaceae, Agaricales, Agaricomycetidae, Agaricomycetes, Agaricomycotina, Basidiomycota, Fungi.
Po raz pierwszy opisał go w 1874 r. Elias Fries, nadając mu nazwę Agaricus hypopithys. Obecną nazwę nadał mu w 1957 r. Jacob Christian Schäffer. Ma kilkanaście synonimów. Niektóre z nich:
- Volvaria hypopithys (Fr.) P. Karst. 1879
- Volvaria media var. biloba (Massee) A. Pearson & Dennis 1948
- Volvariopsis plumulosa (Lasch) Maire, in Maire & Werne 1937

Polską nazwę nadała Alina Skirgiełło w 1999 r.

## Morfologia
Kapelusz
O średnicy 2–5 cm, początkowo półkulisty, później rozszerzający się, na koniec płaski, czasem z małą wypukłością lub wklęsłością na środku. Powierzchnia biała, na środku nieco różowawa, błyszcząca z promieniście łożonymi włókienkami o końcach łuseczkowato odstających. Brzeg wystający poza blaszki i nieco frędzlowaty.
Blaszki
Gęste, z blaszeczkami, wolne, brzuchate, o szerokości do 6 mm na środku, u młodych okazów kremowe, u starszych mięsistoróżowe. Krawędzie jaśniejsze.
Trzon
Wysokość 2–5 cm, grubość 0,2–0,3 cm, walcowaty z rozszerzoną podstawą, kruchy, pełny, w środku włóknisty. Powierzchnia biała, w dolnej części brudnoochrowa, całkowicie omszona. Pochwa początkowo biała, potem nieco płowa, workowata, pękająca na 2–4 płaty.
Miąższ
Cechy mikroskopowe
Zarodniki 6–8 × 3,5–5 µm, o kształcie od elipsoidalnego do wydłużonego jajowatego. Cheilocystydy i pleurocystydy 40–140 × 10–35 µm, maczugowate, wrzecionowate lub butelkowate. Skórka kapelusza zbudowana cylindrycznych, septowanych, gładkościennych strzępek, których poszczególne komórki mają wymiary 50–70 × 5–30 µm i pozbawione są barwnika. Brak sprzążek.
Gatunki podobne
Charakterystycznymi cechami pochwiaka drobnego jest omszenie całego trzonu, białawy kapelusz i dość szerokie zarodniki. Podobny jest pochwiak karłowaty (Volvariella pusilla), ale jest mniejszy i zawsze ma gładki trzon. Gatunki te różnią się także siedliskiem, ale nie jest to wystarczające dla prawidłowego oznaczenia gatunku.

## Występowanie i siedlisko
Najwięcej stanowisk podano w Europie i Ameryce Północnej, nieliczne także w Azji, Ameryce Południowej i na Nowej Zelandii. W Polsce Władysław Wojewoda w 2003 r. przytoczył 6 stanowisk. Na Czerwonej liście roślin i grzybów Polski ma status gatunku rzadkiego – potencjalnie zagrożonego z powodu ograniczonego zasięgu geograficznego i małych obszarów siedliskowych. Aktualne stanowiska podaje także internetowy atlas grzybów. Znajduje się w nim na liście gatunków zagrożonych i wartych objęcia ochroną.
Naziemny grzyb saprotroficzny. Występuje w lasach, na ich obrzeżach i na polanach, zwłaszcza w murawach bliźniczkowych. Owocniki zwykle od lipca do września. Głównym siedliskiem są lasy oglaste, ale podawano jego występowanie także w lasach liściastych.